# Oxford City Football Club
El Oxford City Football Club es un club de fútbol inglés de la ciudad de Marston, Oxford. Fue fundado en 1882 y a partir de la temporada 2024-25 jugarán en la National League South tras quedar últimos de la National League 2023-24.

## Palmarés
- Oxfordshire Senior Cup:[4]
  - Campeones (31)